# Ингулец (Широковский район)
Ингуле́ц (укр. Інгулець) — село,
Новолатовский сельский совет,
Широковский район,
Днепропетровская область,
Украина.
Код КОАТУУ — 1225885502. Население по переписи 2001 года составляло 627 человек .

## Географическое положение
Село Ингулец находится на левом берегу реки Ингулец,
выше по течению на расстоянии в 2,5 км расположено село Новолатовка,
ниже по течению на расстоянии в 2 км расположен пгт Широкое,
на противоположном берегу — пгт Зелёное (с 2002 года вошло в состав города Кривой Рог).
Рядом проходит автомобильная дорога Т-0418.

## История
Было основано как еврейская земледельческая колония в 1808 году под названием — Гар Шефер (Широкая).
В 1812 году в колонии проживало 512 человек. По данным 8-й ревизии в России (1835 год) в колонии числилось 856 человек (431 мужчин и 425 женщины).

## Экономика
- ФХ «Овен».

## Объекты социальной сферы
- Фельдшерский пункт.
- Дом культуры.

## Достопримечательности
- Братская могила советских воинов.
- Памятник жителям еврейской колонии, уничтоженным немецко-фашистскими оккупантами и их пособниками в 1941 году.